# Deux dogmes de l'empirisme
Deux Dogmes de l'empirisme (Two Dogmas of Empiricism) est un article de W. V. O. Quine publié en 1951 dans The Philosophical Review, puis réédité en 1961 sous une forme légèrement modifiée dans le livre de Quine intitulé From a Logical Point of View. Il s'agit d'un des textes les plus célèbres de la philosophie analytique au XXe siècle.
Dans cet article, Quine critique deux aspects centraux du positivisme logique. Le premier est la distinction entre vérités analytiques et vérités synthétiques : il y aurait des propositions vraies indépendamment des faits, qui seraient vraies en vertu de leur seule signification. Le second dogme, le réductionnisme, est la théorie selon laquelle les énoncés doués de sens peuvent être reformulés en énoncés portant sur des données de l'expérience immédiate (dans ce cas un énoncé analytique serait un énoncé confirmé par l'expérience dans tous les cas). L'article est divisé en six sections. Les quatre premières sont centrées sur la question de l'analyticité, les deux dernières se réorientent vers le réductionnisme.
Le texte de Quine constitue une attaque en règle contre l'héritage théorique du positivisme logique. Comme le note Quine lui-même, « On se réoriente d'autre part vers le pragmatisme ». Les deux dogmes de l'empirisme marque en effet le grand retour du pragmatisme dans la philosophie américaine, au sein même du mouvement qui l'avait évincé de la scène intellectuelle : la philosophie analytique (et plus précisément la tendance en son sein rattachée à l'empirisme logique).
Bien que la traduction française originelle ait utilisé l'article défini « les », le titre original ne sous-entend nullement qu'il n'y aurait que deux dogmes de l'empirisme logique. De fait, Donald Davidson s'est efforcé, dans ses propres travaux, de mettre en évidence un troisième dogme de l'empirisme (le dualisme schème ou langage/contenu).

#### Éditions françaises
- W. V. O. Quine (trad. Pierre Jacob), « Les deux dogmes de l'empirisme », dans Pierre Jacob (dir.), De Vienne à Cambridge : L'héritage du positivisme logique de 1950 à nos jours, Gallimard, coll. « Tel », 1980 (ISBN 2070741508), p. 93-121
- W. V. O. Quine (trad. Sandra Laugier), « Deux dogmes de l'empirisme », dans Du point de vue logique : Neuf essais logico-philosophiques, Vrin, 2004 (ISBN 2711616568)

#### Articles
- Paolo Parrini, « « Deux dogmes de l’empirisme » cinquante ans après », Diogène, no 216,‎ avril 2006, p. 108-121 (lire en ligne)